# Säng, säng, säng
Säng, säng, säng är en låt med text skriven av Claes Eriksson som framfördes av Galenskaparna och After Shave för revyn Träsmak 1983. Sången framfördes a cappella av Anders Eriksson, Peter Rangmar, Per Fritzell, Kerstin Granlund och Knut Agnred. En EP vid namn Säng, säng, säng av Galenskaparna och After Shave släpptes 1983.
Melodin har lånat drag av låten I'm a Train av Albert Hammond och Mike Hazelwood .

## Låtförteckning
1. Säng, säng, säng
2. Den härliga smaken av trä

## Andra versioner
1. Säng säng säng - discoversionen
2. Säng säng säng - antirap-version
3. Säng, säng, säng har även framförts i en julversion, då kallad Jul, jul, jul.